# Urko Pardo
Urko Rafael Pardo Goas (Bruselas, 28 de enero de 1984), conocido deportivamente como Urko Pardo, es un exfutbolista español nacionalizado chipriota que posee también la ciudadanía belga. Jugaba de portero y cambió de nacionalidad para jugar con la selección de Chipre.

## Trayectoria
De padre vasco y de madre gallega.
Pardo inició su carrera en categorías inferiores en el R. S. C. Anderlecht, terminando su formación en el Fútbol Club Barcelona, aunque nunca fuera de su filial. Pasó por la plantilla del F. C. Cartagena y del C. E. Sabadell, siempre cedido.
En el año 2007 dejó el FC Barcelona, fichando con el Iraklis FC de Grecia, yéndose al año siguiente al Rapid Bucarest de la Liga I de Rumanía, aunque sin titularidad en la mayoría de partidos.
En 2009 el Rapid Bucarest lo cedió al Olympiacos F. C., que finalmente lo fichó a la temporada siguiente.
Fue jugador del APOEL F. C. de Chipre desde 2011 hasta 2017. Posteriormente jugó para varios clubes del país hasta su retirada al término de la temporada 2020-21 para iniciar su carrera de entrenador.

## Selección nacional
Fue internacional absoluto con Chipre en nueve ocasiones entre 2017 y 2019.

## Clubes
| Club                | País    | Año       |
| ------------------- | ------- | --------- |
| F. C. Barcelona "C" | España  | 2001-2005 |
| F. C. Barcelona "B" | España  | 2002-2007 |
| → F. C. Cartagena   | España  | 2005      |
| → C. E. Sabadell    | España  | 2006      |
| Iraklis F. C.       | Grecia  | 2007-2008 |
| Rapid Bucarest      | Rumania | 2008-2011 |
| Olympiacos F. C.    | Grecia  | 2009-2011 |
| APOEL F. C.         | Chipre  | 2011-2017 |
| Alki Oroklini       | Chipre  | 2017-2019 |
| Ermis Aradippou     | Chipre  | 2019-2020 |
| Olympias Lympion    | Chipre  | 2020-2021 |

## Palmarés

### Títulos nacionales
| Título                     | Club             | País   | Año  |
| -------------------------- | ---------------- | ------ | ---- |
| Superliga de Grecia        | Olympiacos F. C. | Grecia | 2009 |
| Copa de Grecia             | Olympiacos F. C. | Grecia | 2009 |
| Superliga de Grecia        | Olympiacos F. C. | Grecia | 2011 |
| Primera División de Chipre | APOEL de Nicosia | Chipre | 2013 |
| Supercopa de Chipre        | APOEL de Nicosia | Chipre | 2013 |
| Primera División de Chipre | APOEL de Nicosia | Chipre | 2014 |
| Copa de Chipre             | APOEL de Nicosia | Chipre | 2014 |
| Primera División de Chipre | APOEL de Nicosia | Chipre | 2015 |
| Copa de Chipre             | APOEL de Nicosia | Chipre | 2015 |
| Primera División de Chipre | APOEL de Nicosia | Chipre | 2016 |
| Primera División de Chipre | APOEL de Nicosia | Chipre | 2017 |